# Parc de bombers de Vitra
El parc de bombers de Vitra és un edifici construit el 1993 per la iraquiana Zaha Hadid. S'ideà com a parc de bombers del complex fabril de Vitra, a Weil am Rhein, a Alemanya. Es tracta d'una estructura de formigó i acer de 852 metres quadrats.

## Context
El nom de Vitra s'associa amb una nova interpretació de l'arquitectura i és un referent internacional en el món del disseny. Vitra és un fabricant suís (originalment alemany) de mobiliari de disseny. Es caracteritza per la fabricació industrial de mobiliari dissenyat per dissenyadors de renom per a habitatge, oficina i espais públics. Vitra es va fundar com una empresa familiar per Willi i Erika Fehlbaum el 1950 a Weil am Rhein (Alemanya).
La seva seu principal és a Birsfelden (Suïssa) i es coneix com Vitra Center, on es gestionen moltes de les seves operacions administratives i comercials. A més, l'empresa té un campus destacat a Weil am Rhein (Alemanya), conegut com Vitra Campus, que alberga diversos edificis dissenyats per arquitectes de renom, naus de producció, un museu de disseny i una estació de bombers coneguda com a parc de bombers de Vitra.
El Parc de Bombers de Vitra va ser la primera obra construida de Zaha Hadid i demostra la seva tècnica de barrejar polígons amb estructures triangulars, aconseguint un sentit del moviment característic dels seus dissenys.

### Història
Després del gran incendi de 1981, que va afectar les instal·lacions de Vitra, l'empresa va encarregar a Nicholas Grimshaw la construcció de noves naus de producció i un edifici per allotjar la col·lecció privada de mobles, propietat de Rolf Fehlbaum i obra que va anar a càrrec de Frank Gehry.
Posteriorment, el 1993 es va construir el seu propi parc de bombers. El disseny de l'edifici es va posar a les mans de Zaha Hadid. Atès que aquesta estació només estava destinada a actuar en els primers moments d'un possible incendi, però no a cobrir la tasca del cos de bombers públic, el servei es va tancar al cap d'uns anys. Actualment, està sota la responsabilitat del parc de bombers de Weil, en col·laboració amb els bombers de Basilea.

## L'edifici

### Concepte
Aquest és el concepte, segons paraules de l'estudi Zaha Hadid Arquitectes, referents al desenvolupament de l'edifici: «Concebut com la nota final dels edificis fabrils existents, el Parc de Bombers Vitra defineix en lloc d'ocupar l'espai -emergent com una sèrie lineal i estratificada de murs, entre els quals es troben els elements principals- una representació del moviment congelat- una estructura d'alerta, preparada per a explotar en acció en qualsevol moment».
L'espai és el punt de partida del projecte, que comença amb un estudi total del lloc en el qual s'implanta la fàbrica del Campus de Vitra, pròxima a l'Estació de bombers. Aquest edifici no va ser dissenyat com un objecte aïllat, sinó com alguna cosa que defineix i estructura l'espai on s'emplaça, tenint en compte els altres edificis que l'envolten per a crear identitat i ritme al carrer en la qual se situen. Es tracta del carrer principal que travessa el campus i va ser concebuda com una zona enjardinada longitudinal, com si fos una extensió artificial dels patrons lineals dels camps agrícoles i vinyes adjacents. Al mateix temps, es va tenir la intenció que l'estació de bombers no desaparegués entre els enormes magatzems i naus que conformen la fàbrica.

### Espais i estructura
La caserna de bombers és una estructura de formigó elaborada in situ, que contrasta amb l'ordre rectangular dels pavellons veïns com una explosió solidificada. L'edifici consta d'espais per a camions, dutxes i vestidors, a més d'una sala de reunions amb cuina.
En renunciar al color i als angles rectes, en aquest edifici els visitants experimenten una sensació espacial fora de l'habitual. Les làmines de formigó que formen parets i la inclinació del sostre en noves direccions donen un fort sentit al dinamisme d'aquesta estructura de formigó armat, creada a base de murs. Dins sorgeixen els espais.
Es tracta d'un edifici hermètic frontalment, els seus interiors només poden ser intuïts des d'un punt de vista perpendicular. Els espais resultants, obtinguts mitjançant la utilització de parets perforades o inclinades, segons els requisits funcionals, ofereixen fugaços visuals del que s'allotja a l'interior. Els envans es redueixen al mínim, articulant els espais mitjançant tres armaris longitudinals d'acer inoxidable que separen la zona diàfana de la zona de serveis. La segona planta es troba girada respecte a l'inferior i s'accedeix a ella mitjançant una escala d'esglaons independents. S'hi va ubicar una cuina i una sala per a la formació de personal i conferències.
Un detall a remarcar: a mesura que es travessen els espais del parc de bombers, s'albiren els grans camions dels bombers, els desplaçaments dels quals queden inscrits com a línies en l'asfalt. De la mateixa manera, els exercicis de protocol que realitzen els bombers queden inscrits en el sòl, conformant una sèrie d'anotacions coreogràfiques. Tot el que s'observa en l'edifici és moviment.

### Materials
El material predominant en tot l'edifici és el formigó armat in situ, amb terminació vesteixi i agudesa en les seves arestes. Es va evitar utilitzar agregats, com a vores de teulada o revestiments, amb la intenció de no distreure de la simplicitat de la forma prismàtica i de la qualitat abstracta del concepte arquitectònic que es maneja. Aquesta absència de detalls també es pot veure en l'envidrament sense marc, els plans escorredors d'alumini polit que tanquen la zona del garatge, les baranes protectores i en el tractament dels espais interiors, que inclouen el disseny de la il·luminació.

## Galeria

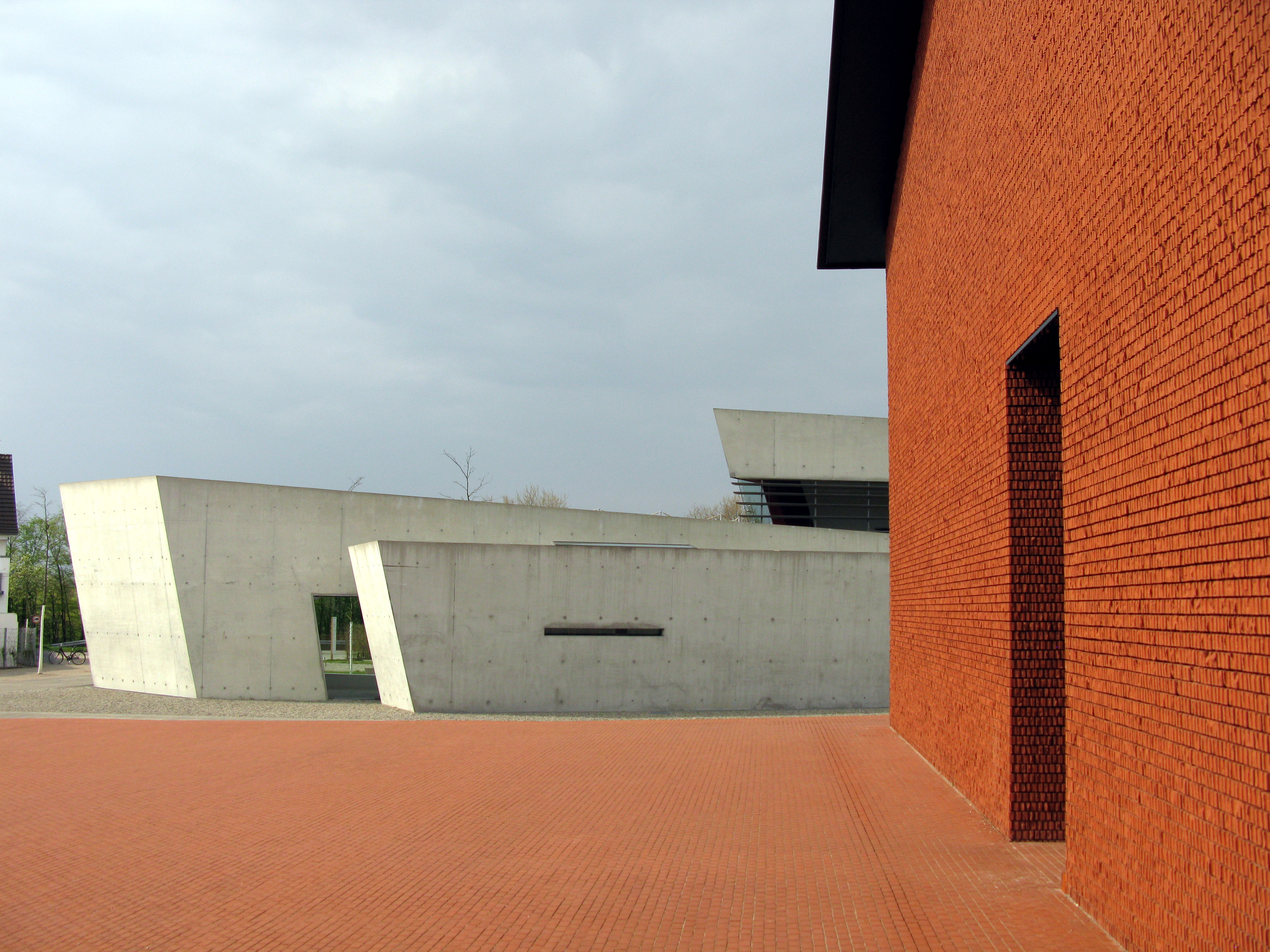
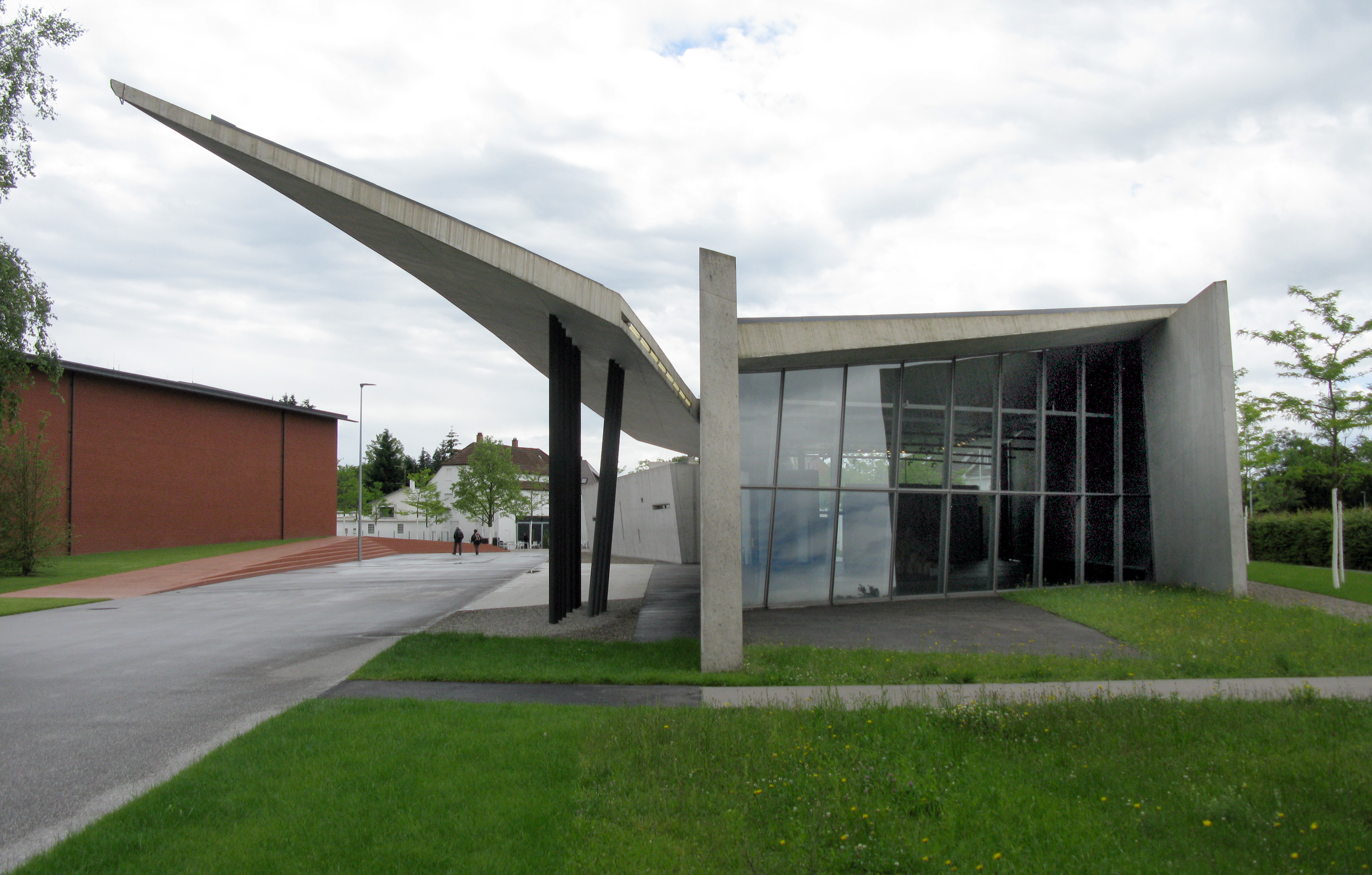
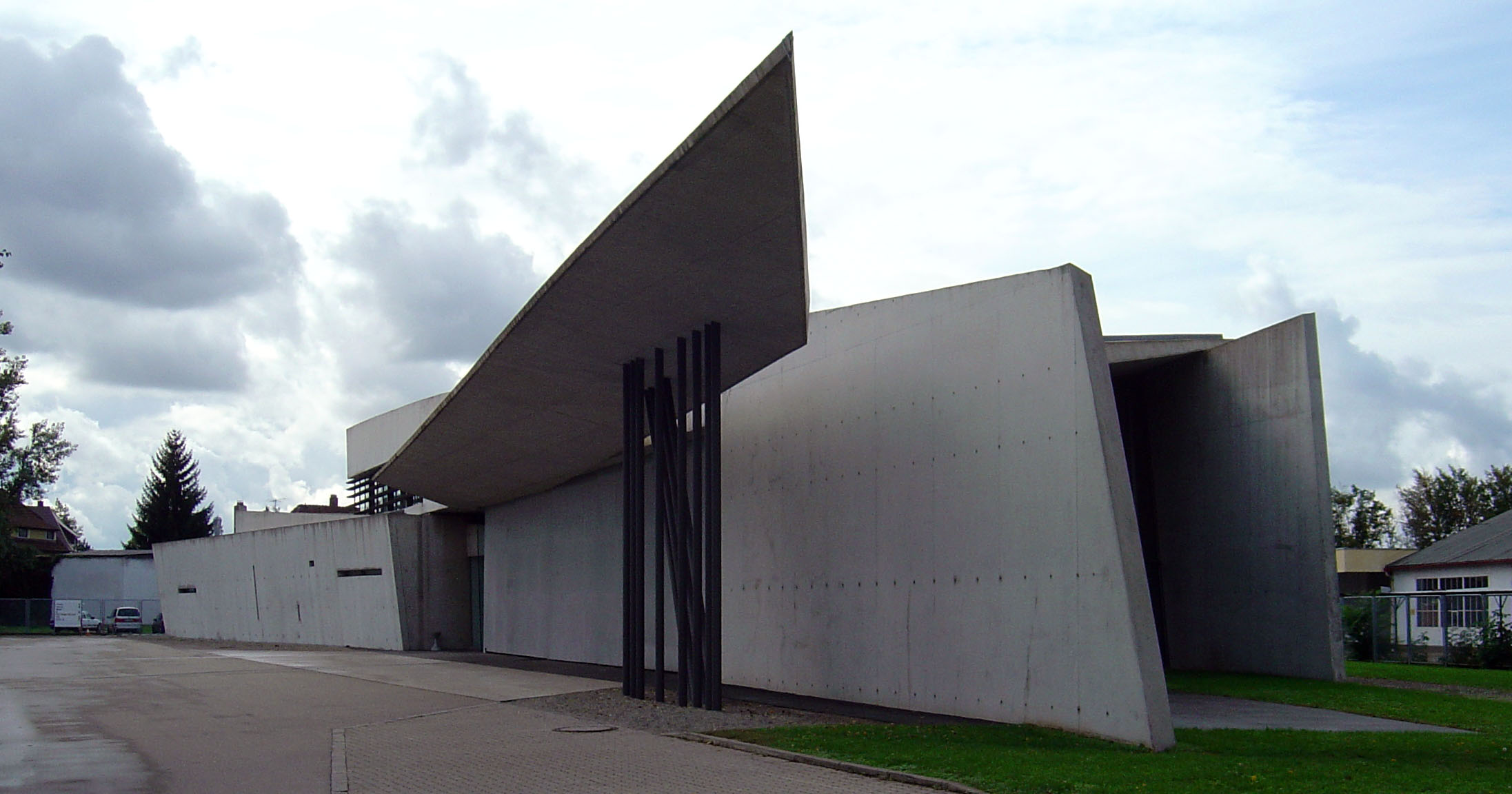
Vistes exteriors de l'edifici on destaquen les superfícies planes i els angles apuntats
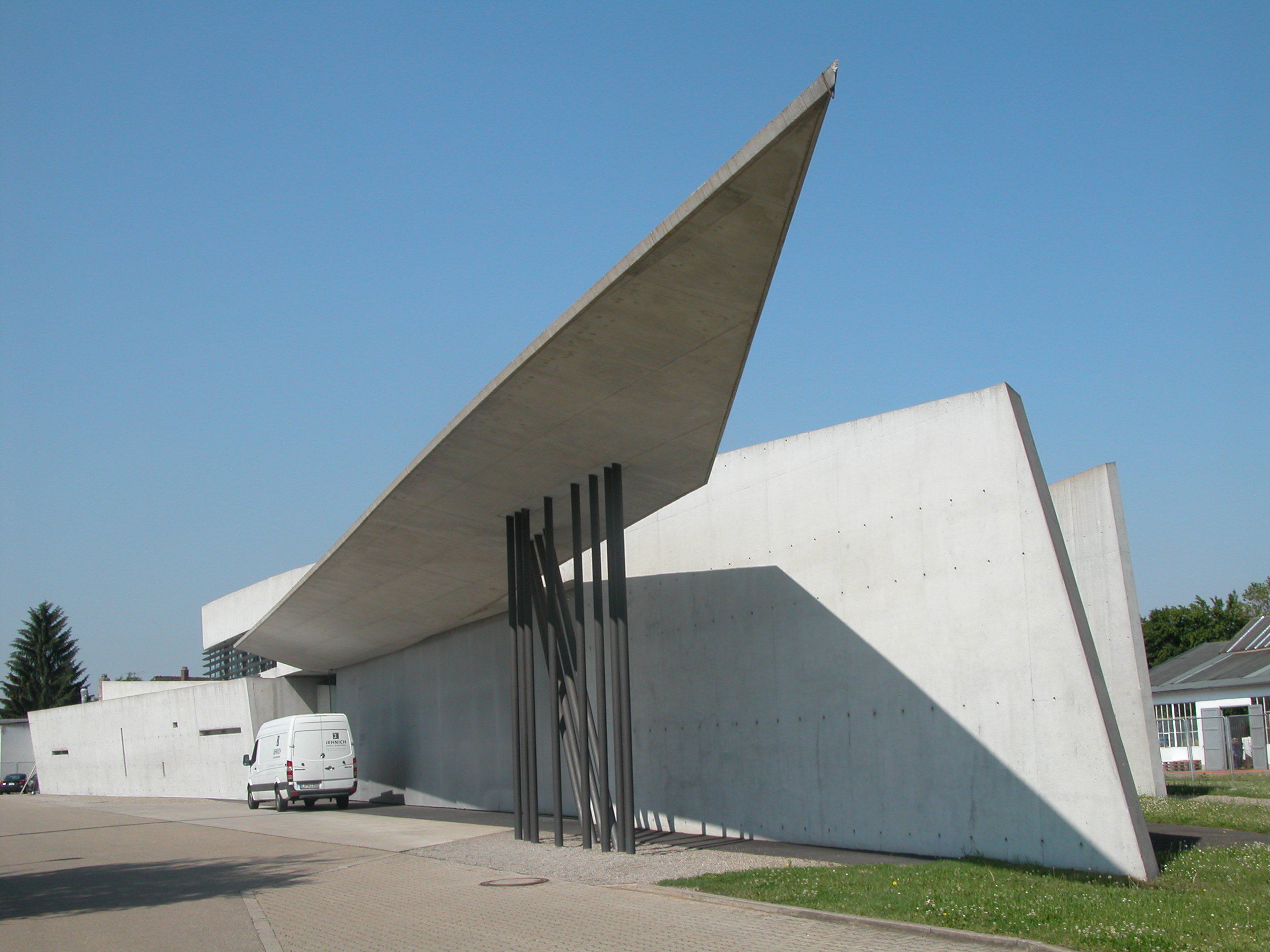
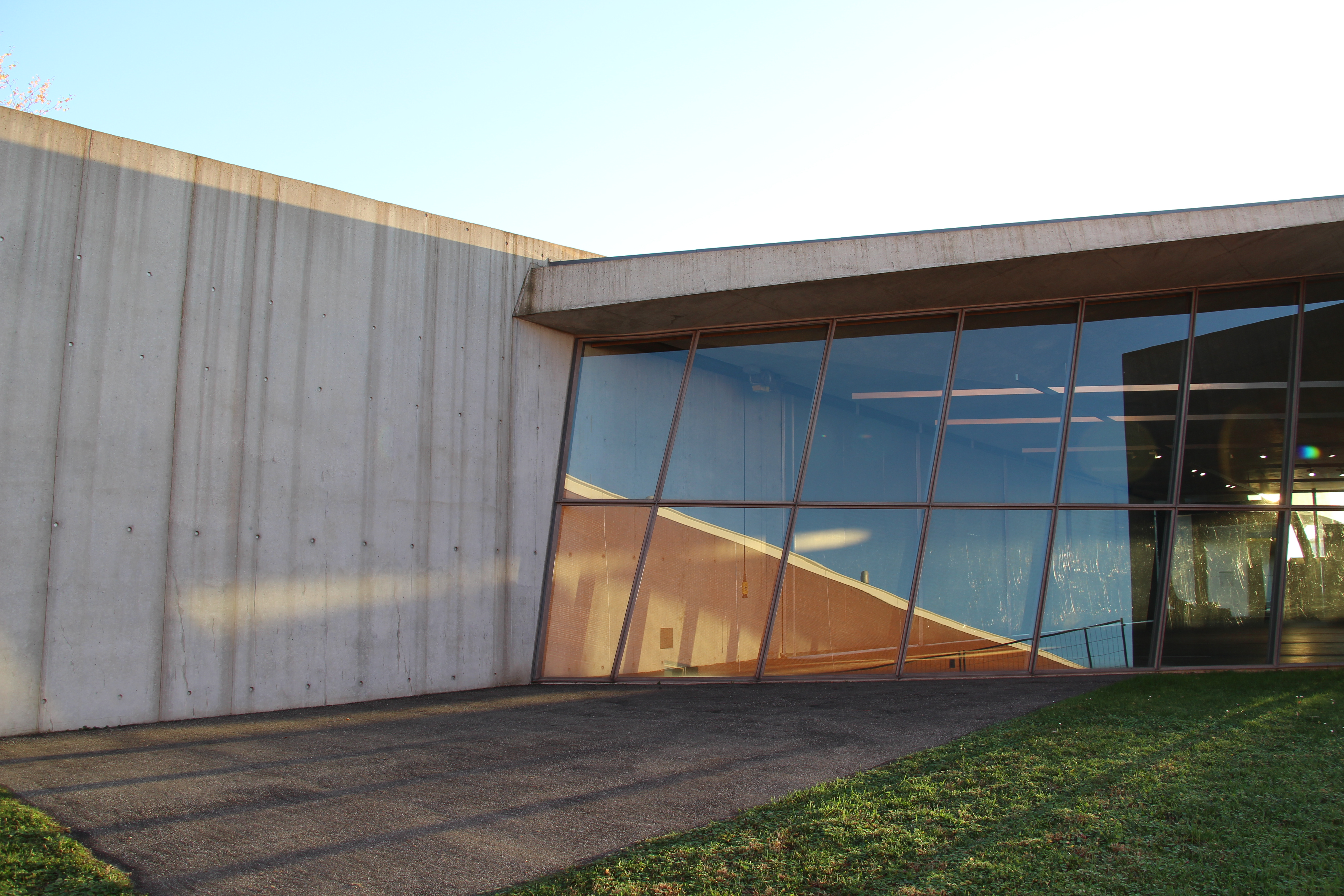
Vista de les finestres de la galeria d'art
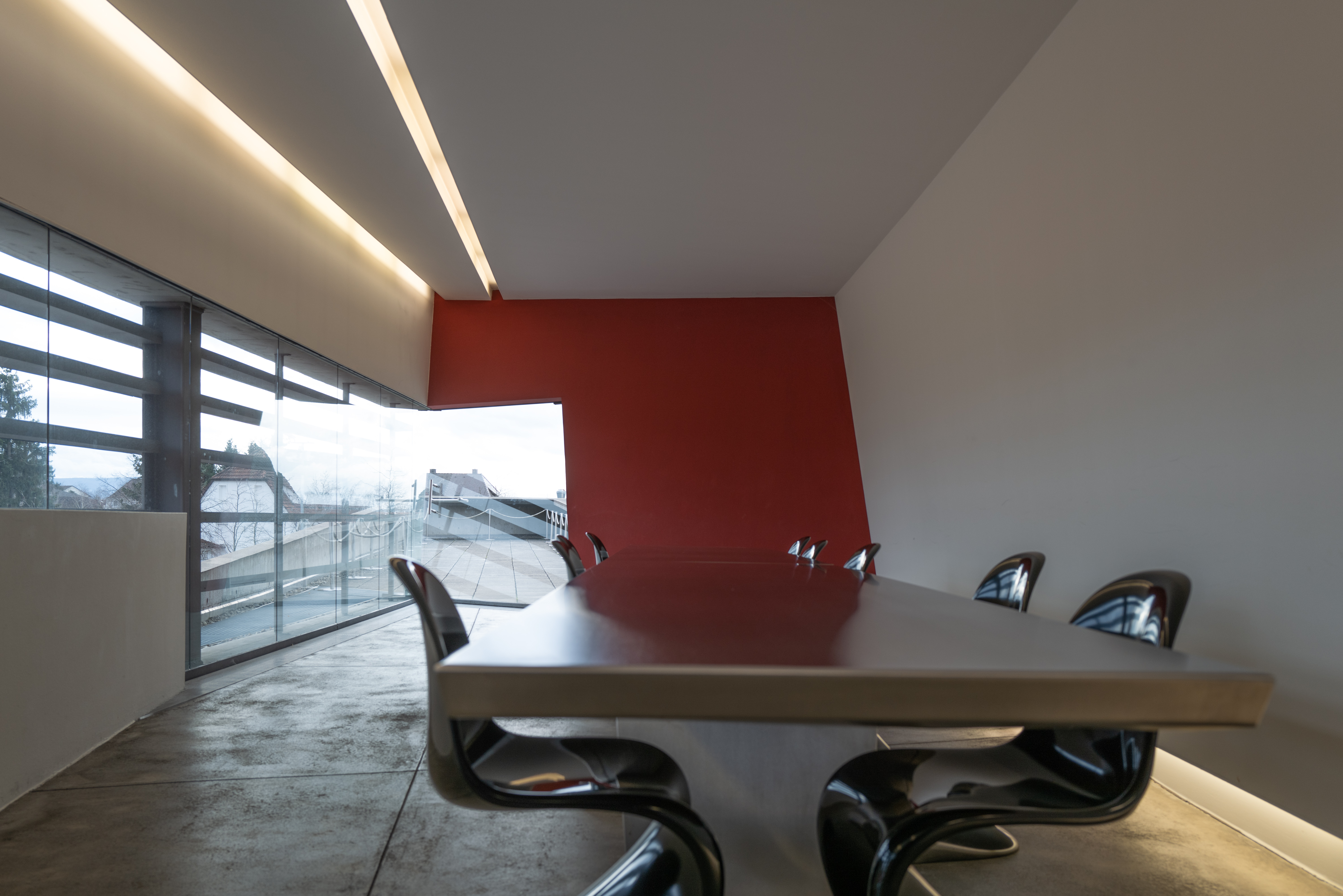
La sala de conferències

## L'arquitecta
Zaha Hadid (Bagdad, 31 d'octubre de 1950 - Miami, 31 de març de 2016) va ser una important arquitecta iraquiana, del corrent del Desconstructivisme. Va estudiar matemàtiques a la Universitat Americana de Beirut i arquitectura a l'Architectural Association School. Després de finalitzar els estudis, el 1979 va fundar un estudi d'arquitectura a Londres (Zaha Hadid Architects - ZHA) i va ser professora de l'Architectural Association School of Architecture.
Reconeguda per la cerca de propostes per a l'habitar modern, Zaha Hadid va concebre edificis amb formes corbes i geometria fragmentada, amb múltiples punts de perspectiva que busquen evocar el dinamisme de la vida urbana contemporània. La seva arquitectura es caracteritza per les seves formes orgàniques i fluides, l'ús innovador de la tecnologia i tècniques de disseny assistit per computadora, així com per l'exploració de nous materials i tècniques constructives. Resulta difícil definir el seu estil arquitectònic, però comunament li ho categoritza com a futurista i associat amb el moviment deconstructivista.
A més de les seves obres arquitectòniques, va realitzar una sèrie de pintures, dibuixos i esbossos que van marcar un segell característic en la seva carrera. Utilitzava les seves pintures com a eines de representació arquitectònica en el procés creatiu de les seves obres, expandint d'aquesta manera el camp d'exploració arquitectònica amb exercicis abstractes en tres dimensions. En 1988 el Museu d'Art Contemporani de Nova York va incloure el seu projecte The Peak (guanyador del Primer premi del Concurs Internacional per a Hong Kong, 1983) en l'exposició col·lectiva denominada Deconstructivist Architecture, amb Philip Johnson i Marc Wikley. Aquest succés va ser crucial per al desplegament internacional de la seva carrera.
Ha estat reconeguda en diverses ocasions amb premis de rang internacional, entre els quals hi ha el Premi d'Arquitectura Contemporània Mies Van der Rohe en 2003 i el Premi Pritzker en 2004, sent la primera dona a rebre-ho. També destaquen la seva nominació com a Comandant de l'Ordre de les Arts i les Lletres de França i Dama Comandant de l'Ordre de l'Imperi Britànic d'Anglaterra, així com el Premi Imperial del Japó o la Medalla d'Or del Reial Institut d'Arquitectes Britànics.